# Eriocaulon senegalense
Eriocaulon senegalense är en gräsväxtart som beskrevs av Nicholas Edward Brown. Eriocaulon senegalense ingår i släktet Eriocaulon och familjen Eriocaulaceae.
Artens utbredningsområde är Senegal. Inga underarter finns listade i Catalogue of Life.